# 72 î.Hr.

## Decese
- dată necunoscută: Crixus  (n. ?)